# Ruth Tracy
Ruth Fanny Tracy född 28 november 1870 i Islington, Middlesex, England. Död 17 september 1960 i Tunbridge Wells, Kent, England. Frälsningsofficer och sångförfattare.
Ruth Tracy blev officer i Frälsningsarmén 1891, litterärt och redaktionellt arbete vid FA:s internationella högkvarter i London. Hon arbetade med tidningarna The War Cry (Stridsropet), The Social Gazette, The Young Soldier (Den unge soldaten) och The Deliverer. Tracy skrev över 100 sånger.

## Psalmer
- Fast blodröd var min synd